# 8604 Vanier
8604 Vanier este un asteroid din centura principală, descoperit pe 12 august 1929, de Charles J. Krieger.